# Ricardo Moniz
Ricardo Moniz (født 17. juni 1964) er en hollandsk tidligere fodboldspiller og nu -træner. Moniz blev i oktober 2017 ansat som cheftræner for Randers FC. Han blev dog fyret allerede i januar 2018.  Han har tidligere trænet Hamburger SV og Red Bull Salzburg. Han er nu træner for slovakiske AS Trenčín.